# Ahtopol
Agatopoli (in bulgaro Ахтòпол Ahtòpol, in greco Αγαθούπολη Agathopolis) è una località bulgara sulla costa del Mar Nero e fa parte del comune di Carevo.

## Geografia
La località si trova a circa 60 km a sud-est del centro della città distrettuale di Burgas e a circa 11 km a sud-est del centro municipale di Carevo.
Il territorio di Ahtopol rientra all'interno del parco naturale Strandža.

## Storia
Sul sito dell'odierno insediamento ci sono stati insediamenti fin dal Neolitico e durante l'età del ferro l'area fu abitata dalla tribù tracia dei Tini. Come città, Agatopoli fu fondata intorno al 430 a.C. da coloni greci provenienti da Atene, e si presume che la sua fondazione abbia un legame con le azioni di Pericle nelle regioni del Mar Nero. La città divenne un centro importante per il commercio e il conio di monete. Dopo le invasioni barbariche del V-VII secolo, la città fu ricostruita dal generale bizantino Agatone, che la chiamò appunto Agathopolis.
Durante il Medioevo Agatopoli fu inclusa più volte nel territorio della Bulgaria. Un'iscrizione di Crumo (sovrano dei bulgari dall'803 all'814) dell'812 riporta la sua conquista, fu successivamente ripresa dallo zar Teodoro Svetoslav nel 1304. 
Intorno al 1389, vent'anni dopo la cattura di Edirne da parte degli Ottomani, la metropolia di Edirne trasferì la sua sede ad Agatopoli. Agatopoli cadde per la prima volta sotto i colpi degli invasori ottomani nel 1396, quando fu conquistata insieme a Sozopoli. 
Nel 1403, il sultano Suleyman Çelebi la restituì a Bisanzio, insieme alle città dal Bosforo a Varna. La caduta definitiva della città sotto il dominio ottomano avvenne nella primavera del 1453, insieme alla capitale Costantinopoli e gran parte delle città sul Mar Nero. Poco dopo, il sultano Maometto II Il Conquistatore emanò un ordine di reinsediare i residenti di varie città conquistate della penisola balcanica nella spopolata capitale romana, in questo nodo Agatopoli venne spopolata. Non molto tempo dopo, la città fu ricostruita e vi si stabilirono gli immigrati dell'Asia Minore. 
Dopo le guerre balcaniche (1912-1913), la città fu annessa alla Bulgaria. La sua popolazione greca fu sfrattata e al suo posto si stabilirono profughi bulgari provenienti dalla Tracia orientale. Nel 1918 la città fu quasi completamente distrutta da un incendio, nel quale bruciò la vecchia cattedrale dell'Assunzione. Nel 1926 il comune contava 1.095 abitanti.
I rifugiati greci di Agatopoli fondarono il villaggio di Nea Agathoupoli (Nuova Agatopoli) nella regione della Pieria, in Grecia.